# Filippo di Grecia
Filippo di Grecia (in greco moderno Φίλιππος της Ελλάδας; Londra, 26 aprile 1986) è un principe greco, ultimogenito di Costantino II e di Anna Maria di Danimarca.

## Biografia

### Nascita e battesimo

Filippo in braccio alla madre in una fotografia di Allan Warren del 1987

Il principe Filippo è nato nel 1986 all'ospedale di Saint Mary a Londra, dove la sua famiglia viveva in esilio. Il suo nome è in onore del defunto duca di Edimburgo.
Venne battezzato nella Cattedrale di Santa Sofia il 10 luglio 1986, avendo come madrine e padrini la zia materna Benedetta, Diana Spencer, la cugina paterna Elena di Borbone-Spagna, Filippo di Edimburgo e Juan Carlos I di Spagna.

### Infanzia ed educazione
È cresciuto nella capitale britannica e visitò per la prima volta la Grecia nel 1993, in un viaggio privato tra le isole dell'arcipelago.
Ha ricevuto un'educazione bilingue in greco e inglese, presso l'Hellenic College fondato dai suoi genitori. In seguito frequentò lo World United College-USA e la Edmund A. Walsh School of Foreign Service presso l'Università di Georgetown, dove si laureò in relazioni internazionali nel 2008.

### Matrimonio
Nel settembre 2020 venne annunciato il suo fidanzamento con l'imprenditrice svizzera Nina Nastassja Flohr (1987), figlia di Thomas e di Katharina Konečný.

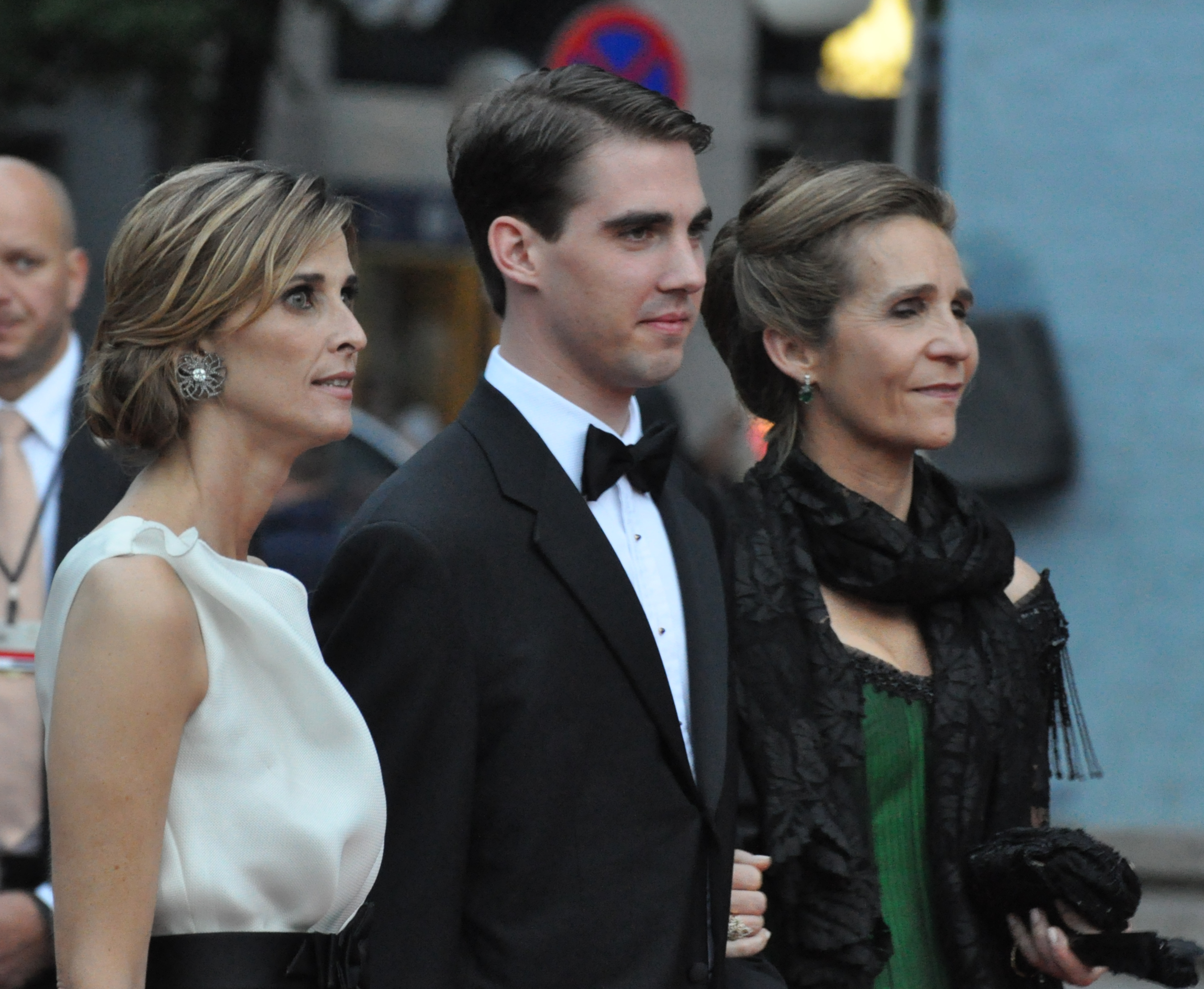
Filippo a Stoccolma al gala per le nozze di Vittoria di Svezia, tra Rosario Nadal ed Elena di Borbone-Spagna

Si sono sposati con rito civile a Sankt Moritz il 12 dicembre e con rito religioso il 23 ottobre 2021 nella Cattedrale metropolitana dell'Annunciazione di Atene.
Vive a New York, dove lavora in veste di analista alla Ortelius Capital. È il padrino di suoi due nipoti: Amelia, figlia di Alessia, e Odysseas-Kimon, figlio di Paolo.

## Titoli e trattamento
- 26 aprile 1986 - attuale: Sua Altezza Reale, il principe Filippo di Grecia e Danimarca

## Ascendenza
|                          |                          |                                      | Genitori                                                       |  |  | Nonni |  |  | Bisnonni               |  |  | Trisnonni           |  |
|                          |                          |                                      |                                                                |  |  |       |  |  | Costantino I di Grecia |  |  | Giorgio I di Grecia |  |
|                          |                          |                                      |                                                                |  |  |       |  |  | Costantino I di Grecia |  |  | Giorgio I di Grecia |  |
|                          |                          | Ol'ga Konstantinovna Romanova        |                                                                |  |  |       |  |  | Costantino I di Grecia |  |  |                     |  |
| Paolo di Grecia          |                          |                                      |                                                                |  |  |       |  |  | Costantino I di Grecia |  |  |                     |  |
|                          |                          | Sofia di Prussia                     | Federico III di Germania                                       |  |  |       |  |  |                        |  |  |                     |  |
|                          |                          | Sofia di Prussia                     | Federico III di Germania                                       |  |  |       |  |  |                        |  |  |                     |  |
|                          |                          | Sofia di Prussia                     | Vittoria di Sassonia-Coburgo-Gotha                             |  |  |       |  |  |                        |  |  |                     |  |
| Costantino II di Grecia  |                          | Sofia di Prussia                     |                                                                |  |  |       |  |  |                        |  |  |                     |  |
|                          |                          | Ernesto Augusto di Hannover          | Ernesto Augusto di Hannover                                    |  |  |       |  |  |                        |  |  |                     |  |
|                          |                          | Ernesto Augusto di Hannover          | Ernesto Augusto di Hannover                                    |  |  |       |  |  |                        |  |  |                     |  |
|                          |                          | Ernesto Augusto di Hannover          | Thyra di Danimarca                                             |  |  |       |  |  |                        |  |  |                     |  |
| Federica di Hannover     |                          | Ernesto Augusto di Hannover          |                                                                |  |  |       |  |  |                        |  |  |                     |  |
|                          |                          | Vittoria Luisa di Prussia            | Guglielmo II di Germania                                       |  |  |       |  |  |                        |  |  |                     |  |
|                          |                          | Vittoria Luisa di Prussia            | Guglielmo II di Germania                                       |  |  |       |  |  |                        |  |  |                     |  |
|                          |                          | Vittoria Luisa di Prussia            | Augusta Vittoria di Schleswig-Holstein-Sonderburg-Augustenburg |  |  |       |  |  |                        |  |  |                     |  |
| Filippo di Grecia        |                          | Vittoria Luisa di Prussia            |                                                                |  |  |       |  |  |                        |  |  |                     |  |
|                          | Cristiano X di Danimarca | Federico VIII di Danimarca           |                                                                |  |  |       |  |  |                        |  |  |                     |  |
|                          | Cristiano X di Danimarca | Federico VIII di Danimarca           |                                                                |  |  |       |  |  |                        |  |  |                     |  |
|                          | Cristiano X di Danimarca | Luisa di Svezia                      |                                                                |  |  |       |  |  |                        |  |  |                     |  |
| Federico IX di Danimarca | Cristiano X di Danimarca |                                      |                                                                |  |  |       |  |  |                        |  |  |                     |  |
|                          |                          | Alessandrina di Meclemburgo-Schwerin | Federico Francesco III di Meclemburgo-Schwerin                 |  |  |       |  |  |                        |  |  |                     |  |
|                          |                          | Alessandrina di Meclemburgo-Schwerin | Federico Francesco III di Meclemburgo-Schwerin                 |  |  |       |  |  |                        |  |  |                     |  |
|                          |                          | Alessandrina di Meclemburgo-Schwerin | Anastasija Michajlovna Romanova                                |  |  |       |  |  |                        |  |  |                     |  |
| Anna Maria di Danimarca  |                          | Alessandrina di Meclemburgo-Schwerin |                                                                |  |  |       |  |  |                        |  |  |                     |  |
|                          |                          | Gustavo VI Adolfo di Svezia          | Gustavo V di Svezia                                            |  |  |       |  |  |                        |  |  |                     |  |
|                          |                          | Gustavo VI Adolfo di Svezia          | Gustavo V di Svezia                                            |  |  |       |  |  |                        |  |  |                     |  |
|                          |                          | Gustavo VI Adolfo di Svezia          | Vittoria di Baden                                              |  |  |       |  |  |                        |  |  |                     |  |
| Ingrid di Svezia         |                          | Gustavo VI Adolfo di Svezia          |                                                                |  |  |       |  |  |                        |  |  |                     |  |
|                          |                          | Margherita di Connaught              | Arturo di Sassonia-Coburgo-Gotha                               |  |  |       |  |  |                        |  |  |                     |  |
|                          |                          | Margherita di Connaught              | Arturo di Sassonia-Coburgo-Gotha                               |  |  |       |  |  |                        |  |  |                     |  |
|                          |                          | Margherita di Connaught              | Luisa Margherita di Prussia                                    |  |  |       |  |  |                        |  |  |                     |  |
|                          |                          | Margherita di Connaught              |                                                                |  |  |       |  |  |                        |  |  |                     |  |